# Haut-commissariat du Canada à Trinité-et-Tobago
Le haut-commissariat du Canada à Trinité-et-Tobago est la représentation diplomatique du Canada à Trinité-et-Tobago. Ses bureaux sont situés dans la « Maple House », située au 3-3A Sweet Briar Road, dans la capitale trinidadienne Port-d'Espagne.

## Mission
Cette ambassade est responsable des relations entre le Canada et Trinité-et-Tobago et offre des services aux Canadiens en sol trinidadien.

## Hauts-commissaires
- 1958-1962 : Robert Guy Carrington Smith
- 1962-1966 : Eric Herbert Gilmour
- 1966-1969 : James Russell McKinney
- 1969-1972 : Gerald Anthony Rau
- 1972-1974 : David Chalmer Reece
- 1974-1977 : Angus James Matheson
- 1977-1978 : James Edward Cooper
- 1978-1982 : Paul-Eugène Laberge
- 1982-1985 : James Byron Bissett
- 1985-1988 : James Calbert Best
- 1988-1990 : Rodney Irwin
- 1990-1993 : Martha Dilys Buckley-Jones
- 1993-1994 : Jean Nadeau
- 1994-1997 : Marc C. Lemieux
- 1997-2001 : Peter Lloyd
- 2001-2005 : Simon Wade
- 2005-2009 : Howard Strauss
- 2009-2012 : Karen L. McDonald
- 2012-2018 : Gérard Latulippe
- 2018-2019 : Dennis Horak
- 2019- : Kumar Gupta